# Cynanchum lysimachioides
Cynanchum lysimachioides är en oleanderväxtart som beskrevs av Ying Tsiang och P. T. Li. Cynanchum lysimachioides ingår i släktet Cynanchum och familjen oleanderväxter. Inga underarter finns listade i Catalogue of Life.